# Улица Љубице Луковић (Звездара)
| Улица Љубице Луковић | Улица Љубице Луковић |
| -------------------- | -------------------- |
|                      |                      |
| Општина              | Звездара             |
| Почетак              | Северни булевар      |
| Крај                 | Волгина улица        |
| Дужина               | 600 m                |
| Ширина               | 20 m                 |
| Створена             | 1940                 |
| Названа              | 1940.                |
|                      |                      |
|                      |                      |
| Улица Љубице Луковић |                      |

Улица Љубице Луковић се налази на Општини Звездара, у близини Новог гробља. Протеже се од Северног булевара бр.4, поред Улице Панте Срећковића, до Волгине улице у дужини од 600м.

## Име улице
Улица је добила назив по представници кола Српских сестара. Овај назив Улица је добила још 1940. године, али је већ 1949. године променила име у Улицу Драгица Правица, да би поново 2004. години улици био враћен стари назив Улица Љубице Луковић.

### Љубица Луковић
Љубица Луковић је рођена 1858. године у Београду, а умрла је Нишу, 11. фебруар 1915. Она је била учитељица, преводилац, болничарка, од 1905. председница Колом српских сестара. Похађала је Вишу женску школу у Београду. Потом је постала учитељица. Бавила се превођењем. Године 1875. постала је члан тек основаног Београдског женског друштва. 

## Значајни објекти у улици
- Студентски дом „Патрис Лумумба“, Љубице Луковић бр. 1
- Фудбалски клуб Булбулдерац, Љубице Луковић бр.5

## Значајни објекти у околини
- Неродимска бр. 2, Канцеларије за младе ГО Звездара[2]
- Панте Срећковића бр. 2, Висока школа ликовних и  примењених  уметности  струковних студија[3]
- Панте Срећковића бр. 10, Дечји вртић „Зора“[3]
- Панте Срећковића бр. 18, Ресторан Нова Тиха ноћ[3]
- Панте Срећковића бр. 29, Ресторан Пахуљица[3]
- Институт Михајло Пупин
- Научно-технолошки парк

## Парк у близини
- Звездарска шума